# Ibériai Péter
Ibériai Szent Péter (grúz nyelven: პეტრე იბერი, Petre Iberi) (kb. 411 – 491. december 1.) kiemelkedő grúz (ibériai) teológus, a khalkédóni mozgalom Keletrómai Birodalmon belüli ellenzőinek vezetője. Kétségtelen, hogy az 5. század közepe táján Ibériai Péter tevékenysége jelentős hatással volt kortársaira, a személye iránt megnyilvánuló figyelem mégis inkább annak köszönhető, hogy a legújabb kutatások szerint a korai középkor egyik legjelentősebb teológus-filozófusaként nyilvántartott Areopagoszi Szent Dénes esetleg vele azonos.

## Élete
Ibéria („Kartli”, azaz „Grúzia”) királyának, Buzmirnak a fia volt, őt magát eredetileg Murvaninak (vagy Nabarnugiosznak) hívták. Nevelője a neves lazicai filozófus, Mithradatész volt. 12 vagy 14 esztendős volt, amikor II. Theodosius bizánci császár  követelésére túszként a birodalom fővárosába, Konstantinápolyba kényszerült, ahol Aelia Eudocia császárné, Theodosius felesége nevelte. Végül Mithradatésszel együtt megszökött, hogy Palesztinába zarándokoljon, és szerzetes lett Jeruzsálemben. Ekkor vette fel a Péter nevet. 430-ban saját kolostort alapított Betlehemben (ez lett később a Betlehemi Grúz Kolostor). 445-ben pappá szentelték. Mithradatész kíséretében (akit most Jánosnak hívtak) a Közel-Kelet több országát bejárta, végül Majumában, Gázában telepedett le.
451-ben a khalkédóni zsinat megalkotta az ortodox kereszténység alapvető doktrínáit. Péter a khalkédón-ellenes mozgalom rendkívül befolyásos tagja lett. A mozgalom Palesztinában nyílt felkelésbe torkollt. 452-ben hat hónapig Majuma püspökeként szolgált, mielőtt minden monofizita vezetőt elbocsátottak. Péter Egyiptomba menekült, de egy évtizeddel később visszatért Palesztinába. Többé-kevésbé titkos monofizita tevékenységekben vett részt, rengeteg tanítványra és követőre tett szert. Középkori források szerint több híres mű szerzője, de egy sem maradt fenn, amit Péter néven írt volna.
Iamnia partmenti városrészben halt meg, 491-ben, és Gáza melletti kolostorában temették el.

## Öröksége
A monofizita szír, kopt és örmény egyház fontos szentként és aszkétaként tiszteli, az ortodox egyházak azonban nem foglalkoznak vele. Még a grúz ortodox egyház is csak a 12. század végén – 13. század elején avatta szentté, mikor életrajzát átdolgozták és a monozifitizmusra tett utalásait módosították.

## Életrajzai
- Az úgynevezett szír változatot eredetileg Péter tanítványa, Rufus János írta görögül a 8. században.
- Az úgynevezett grúz változatot eredetileg Péter kortársa, Zacharias Rhetor, Mütiléné püspöke írta görögül, a 13. század környékén.

1942 és 1952 között a grúz Salva Nutsubidze (1888–1969) és a belga Ernest Honingmann (1892–1954) professzorok kidolgoztak egy mára jól ismert elméletet, mely azonosítja Pétert az aeropagoszi Pszeudo-Dionüsziosszal.

## Lásd még
- Antiókhiai Severus
- Grúzia kultúrája

## Ajánlott irodalom
- David Marshall Lang. “Peter the Iberian and His Biographers”. Journal of Ecclesiastical History, vol. 2 (1951), pp 156–168
- Jan-Eric Steppa, John Rufus and the World Vision of Anti-Chalcedonian Culture, (Gorgias Press, 2002), xxvii + 199 pp. ISBN 1-931956-09-X
- Ernest Honigmann, Piere l'iberian et les ecrits du Pseudo-Denys l'Areopagite, Bruxelles, 1952 (French)
- Petre Iberi. Works, Tbilisi, 1961 (Georgian)
- Shalva Nutsubidze. Mystery of Pseudo-Dionys Areopagit, Tbilisi, 1942 (Georgian, English summary)
- Shalva Nutsubidze. Peter the Iberian and problems of Areopagitics. – Proceedings of the Tbilisi State University, vol. 65, Tbilisi, 1957 (Russian)
- A. Kofsky. "Peter the Iberian and the Question of the Holy Places," Cathedra 91 (1999), pp. 79–96 (Hebrew).